# アラン・ガーナー

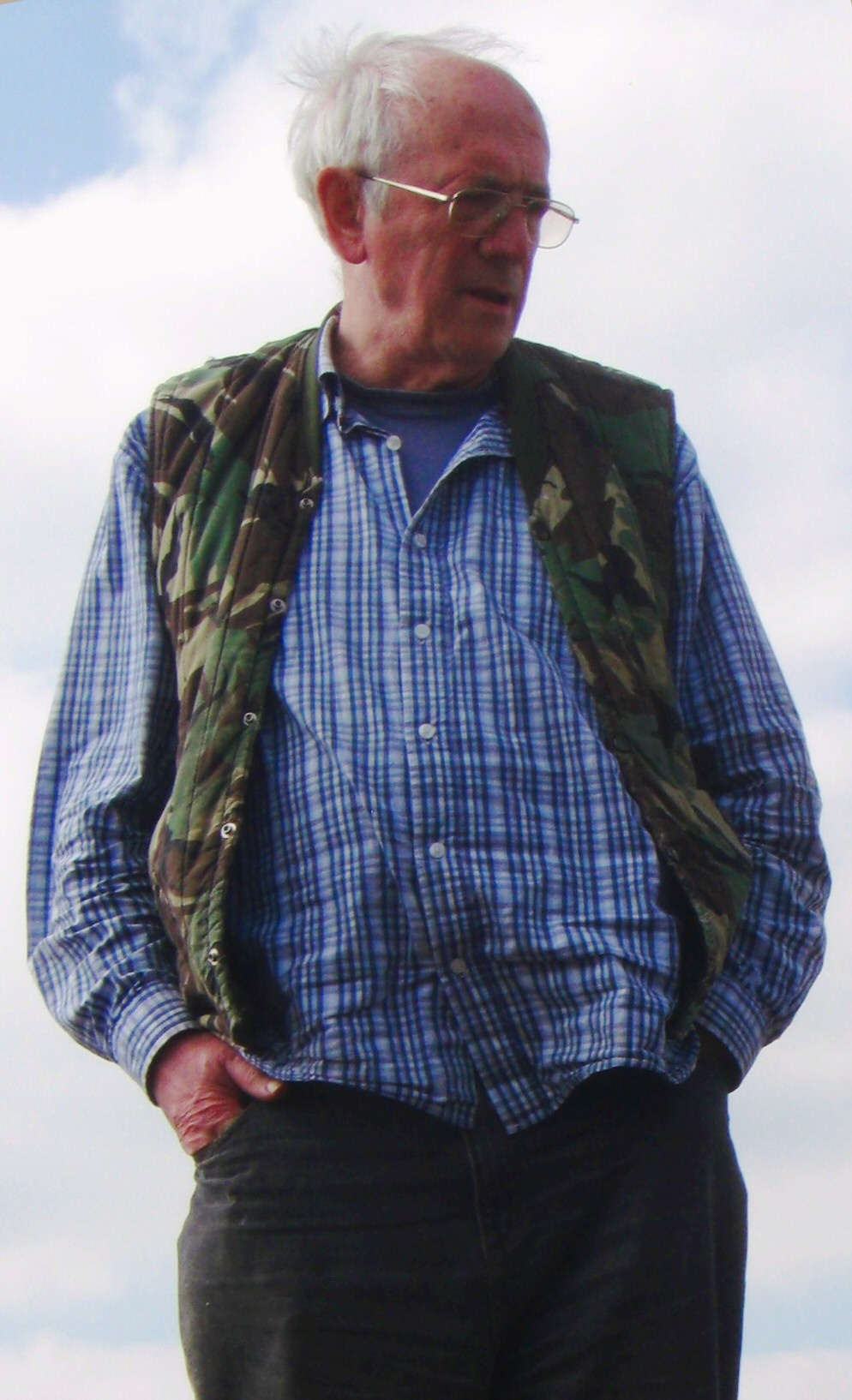
アラン・ガーナー

アラン・ガーナー（Alan Garner、1934年10月17日 - ）は、英国の小説家。
子供向けのファンタジー小説や、伝統的な英国の民話を子供向けに書きなおした小説でよく知られている。
チェシャー州生まれ。オックスフォード大学のモードリン・カレッジを卒業。

## 著作リスト

### 長編小説
- 『ブリジンガメンの魔法の宝石（英語版）』（The Weirdstone of Brisingamen (1960)、芦川長三郎訳、評論社、評論社の児童図書館・文学の部屋） 1969.12
- 『ゴムラスの月（英語版）』（The Moon of Gomrath (1963)、久納泰之訳、評論社、評論社の児童図書館・文学の部屋） 1981.1 - 『ブリジンガメンの魔法の宝石』の続編
- 『エリダー - 黄金の国（英語版）』（Elidor (1965)、龍口直太郎訳、評論社、評論社の児童図書館・文学の部屋) 1969.1
- 『ふくろう模様の皿（英語版）』（The Owl Service (1967)、神宮輝夫訳、評論社、評論社の児童図書館・文学の部屋） 1972.1 - ガーディアン賞とカーネギー賞を受賞
- Red Shift, 1973
- Strandloper, 1996
- Thursbitch, 2003
- Boneland, 2012 - 『ブリジンガメンの魔法の宝石』及び『ゴムラスの月』の続編
- Treacle Walker, 2021

### 短編集
- The Hamish Hamilton Book of Goblins, 1969
- The Guizer: A Book of Fools, 1975
- The Stone Book Quartet, 1979
- The Lad of the Gad, 1980
- Fairytales of Gold, 1980
- Book of British Fairy Tales, 1984
- A Bag of Moonshine, 1986
- Once Upon a Time, 1993
- Collected Folk Tales, 2011

### その他
- Holly from the Bongs: A Nativity Play, 1966
- The Old Man of Mow, 1967
- The Breadhorse, 1975
- Jack and the Beanstalk, 1992
- The Little Red Hen, 1997
- The Well of the Wind, 1998
- Grey Wolf, Prince Jack and the Firebird, 1998
- The Voice That Thunders, 1997
- Where Shall We Run To?, 2018